# Collezione di ocarine di Grillara
La Collezione di ocarine di Grillara è una raccolta di manufatti artigianali ubicata nell’omonima frazione del comune di Ariano nel Polesine, in provincia di Rovigo. La Collezione è stata inaugurata il 27 marzo 2010 in occasione del compleanno centenario del fondatore Idelmo Fecchio ed è allestita nei locali della fattoria didattica L’Ocarina, un complesso che si propone di coltivare l’antica tradizione ocarinistica importata e promossa in terra polesana dalla famiglia Fecchio, insieme alla sensibilizzazione del pubblico al prezioso legame che unisce l’uomo alla terra. Fa parte della rete culturale del Sistema Museale Provinciale del Polesine e viene gestita dai coniugi Fecchio.

## Storia

### La famiglia Fecchio
La storia della Collezione di Ocarine di Grillara è indissolubilmente connessa alla storia della famiglia Fecchio, diventata un'istituzione nell'area deltizia, che da quasi un secolo lavora l'argilla creando dei manufatti musicali in terracotta, facendone un simbolo del territorio polesano. Il fondatore della tradizione ocarinista nel Delta del Po fu ldelmo Fecchio, scomparso nel 2013. La sua dedizione iniziò da una giovanile esperienza nel lavoro di fornace, affrontando poi la prigionia in un lager tedesco, in cui sfruttò le proprie abilità per sopravvivere, sino al ritorno in patria nel 1945 e la vendita delle sue opere ai mercatini locali. Idelmo grazie al supporto dei familiari ha visto realizzarsi il desiderio e le fatiche di una vita in una realtà unica nel territorio. Il figlio Benvenuto ne continua l’attività insieme alla consorte, con cui gestisce il complesso de “L’Ocarina del Po”, costituito da un’azienda agricola, una fattoria didattica con laboratorio ed un’esposizione permanente di ocarine. È uno dei tre costruttori ufficiali in Italia, oltre ad essere l’unico costruttore di ocarine “made in Polesine”.

### Fattoria didattica
Il complesso si trova in una zona storicamente ricolma di terreni fertili e denotata da una vivace attività di fornaci per la produzione di mattoni in argilla, è stato ricavato dall’ex casa di Idelmo, ampliata per predisporre un apposito forno ed un modesto laboratorio per la decorazione dei manufatti. Dagli anni Ottanta l’interesse per la fucina di ocarine raggiunse una sempre più vasta platea di appassionati e nel 2003 l’azienda “L’Ocarina” è stata riconosciuta dalla Regione del Veneto, inserita poi nel circuito delle fattorie didattiche a presidio delle tradizioni di Coldiretti. Oltre ad accogliere i numerosi visitatori interessati al mestiere agricolo ed all’allevamento di animali da cortile, i coniugi Fecchio offrono visite guidate al museo delle Ocarine e la possibilità di assistere alle varie fasi di lavorazione dell’argilla. Per arricchire l’esperienza didattica è possibile inoltre partecipare a un laboratorio di costruzione dell’ocarina. 

### Ocarina Delta Festival
L’Ocarina Delta Festival è il più importante evento ocarinistico del Veneto, secondo solo al Festival internazionale di Budrio, con cui si alterna. La prima edizione del 2014 ha avuto luogo nel complesso dell’ex idrovora del Museo regionale veneto della bonifica di Ca’ Vendramin, scelto per il fitto legame con la terra polesana. La melodia dell’ocarina è un vero e proprio bene immateriale della cultura locale che la Fattoria “L’Ocarina”, in collaborazione con i Comuni di Ariano nel Polesine e Taglio di Po, ne promuove la valorizzazione. Il programma prevede tre giornate di importanti concerti di musicisti locali ed internazionali, esposizioni di ocarine e fischietti tradizionali, stand gastronomici e tour naturalistici.

## Collezione
La collezione permanente è affiancata da un percorso interattivo che trasmette passione e sapienza del mestiere in un’atmosfera fantasiosa e familiare. A supporto della collezione, conservata in teche, è stata allestita una serie di pannelli finanziati dall’Ente Parco regionale veneto del Delta del Po per un’esposizione multidisciplinare, di carattere didattico –musicale. Sono esposti oltre duecento manufatti plasmati dai Fecchio, tra ocarine ed altri oggetti in terracotta delle più svariate forme, come giocattoli e fischietti artistici. Le loro forme riproducono la fauna caratteristica del territorio deltizio, soprattutto avifauna, pesci e rettili, proposte con un'accezione ludica e tenera, oltre a personaggi di fantasia.